# Кулаков, Теодор Сергеевич
Теодор Сергеевич Кулаков (18 марта 1900, с. Рождественка, Курская губерния — 16 ноября 1943, Керчь, Крымская АССР) — советский военачальник, участник Великой Отечественной войны, Герой Советского Союза (16.05.1944, посмертно). Генерал-майор (17.11.1943).

## Биография
Родился 18 марта 1900 года в селе Рождественка (ныне — Грайворонский район Белгородской области). После окончания 4 классов Дунайской земской школы работал печатником в типографии в Грайвороне, а с 1917 года — в Харькове.
Активно участвовал в боях Гражданской войны. Ещё до официального создания Красной армии в январе 1918 года Кулаков вступил в красный партизанский отряд товарищей Бредихина и Шишацкого, который вёл боевые действия против гайдамаков. В марте 1918 года с отрядом вступил в РККА, зачислен в 1-й железнодорожный батальон в Харькове, затем служил в Червоно-казачьей сотне продотряда в Новомосковском уезде Екатеринославской губернии, с августа — помощник командира взвода Отдельной Кубанской бригады. С марта 1919 — помощник командира взвода 369-го стрелкового полка 41-й стрелковой дивизии. С мая 1920 — командир взвода учебной школы Второй Конной армии. За время гражданской войны был дважды ранен, один раз контужен, переболел тифом в тяжёлой форме.
После войны остался в РККА. В 1921 году был командиром взвода учебной школы 2-го конного корпуса, с ноября 1921 года на такой же должности в запасной кавалерийской дивизии, с марта 1922 года — в отдельном запасном полку 7-й кавалерийской дивизии. В 1921—1922 года постоянно участвовал в боевых действиях в составе сводных отрядов курсантов по борьбе с отрядами Н. Махно и бандой Хмары в Полтавской губернии, в подавлении антисоветских восстаний. В мае 1922 года направлен учится на 11-е Киевские кавалерийские курсы (г. Белая Церковь), после их расформирования в июне переведён на 1-е Крымские кавалерийские курсы (Симферополь), а оттуда в сентябре 1923 года — в Ташкентскую объединённую военную школу имени В. И. Ленина. Окончил её в 1926 году.
С сентября 1926 года служил в 5-й Ставропольской кавалерийской дивизии имени М. Ф. Блинова Северо-Кавказского военного округа: командир взвода и эскадрона 28-го Таманского кавалерийского полка, с февраля 1929 — командир отдельного химического взвода дивизии, с июня 1930 — начальник химической службы 28-го кавалерийского полка, с июня 1933 года — начальник химической службы дивизии. В это же время, в 1930 году, окончил химические курсы усовершенствования командного состава в Москве. С февраля 1934 года служил в Объединённой военной школе имени ВЦИК в Москве руководителем по химическому делу, с января 1936 — преподавателем химического дела. С сентября 1938 года учился в академии, окончил Военную академию РККА имени М. В. Фрунзе в 1941 году.
С июня 1941 года — на фронтах Великой Отечественной войны. В июле 1941 года назначен начальником оперативного отделения штаба 17-й Московской стрелковой дивизии народного ополчения (с 26.09.1941 г. — 17-я стрелковая дивизия), которая 30 июля была передана в 33-ю армию Западного фронта и строила Ржевско-Вяземский оборонительный рубеж. С началом битвы за Москву дивизия с боями отошла на реку Нара. В октябре 1941 года подполковник Кулаков назначен начальником штаба 83-й кавалерийской дивизии Среднеазиатского военного округа (Самарканд). Уже с 7 ноября дивизия начала отправку на фронт, сначала вошла в 61-ю армию (находилась в резерве Ставки ВГК), в начале декабря с армией передана на Юго-Западный фронт, а в конце декабря —— на Брянский фронт. Дивизия вела наступательные бои на Болховском направлении. В январе 1942 года Кулаков заболел воспалением легких, отказался от госпитализации и продолжал командовать дивизией. В итоге в феврале его госпитализировали в тяжёлом состоянии, до мая лечился в эвакогоспитале в Туле. Затем передан в распоряжение командующего кавалерией РККА генерал-полковника О. И. Городовикова, в июле назначен начальником отдела сухопутных войск Черноморского флота.
С августа 1942 года полковник Т. С. Кулаков командовал 339-й стрелковой дивизией 56-й армии Северо-Кавказского фронта (затем дивизия входила в состав 47-й, и опять 56-й армий. На этом посту прошёл через всю битву за Кавказ, принимая участие в Армавиро-Майкопской и Туапсинской оборонительных операциях, в Северо-Кавказской и Краснодарской наступательных операциях, а затем в ряде безуспешных попыток прорыва «Голубой линии». Зато в ходе Новороссийско-Таманской наступательной операции дивизия действовала очень хорошо, разбив ряд немецких группировок на Таманском полуострове. За боевые отличия дивизии было присвоено почётное наименование «Таманская».
Командир 339-й стрелковой дивизией (16-й стрелковый корпус, Отдельная Приморская армия) полковник Т. С. Кулаков вновь бесстрашно действовал во время Керченско-Эльтигенской десантной операции. С 6 ноября началась переправа дивизии под немецким огнём и ударами авиации на только что захваченный Керченский плацдарм в районе Опасное — Еникале. 8 ноября дивизия вступила в бой и в тяжелых условиях при хронической нехватке боеприпасов и без частей усиления, отбивая контратаки противника, выполняла боевую задачу по расширению плацдарма на Керченском полуострове. Благодаря его умелым действиям дивизия во взаимодействии с другими частями 16-го стрелкового корпуса продвинулась вперед на 10 километров, овладела сильными опорными пунктами противника — заводом имени Войкова и заводом имени Кирова на окраинах Керчи, населёнными пунктами Капканы, Колонка. Передовые части дивизии ворвались на окраину Керчи. За время своего командования дивизией воспитал отважных офицеров и вывел дивизию в число передовых дивизий фронта. 16 ноября 1943 года полковник Кулаков погиб в передовых порядках дивизии в бою на подступах к Керчи.
Похоронен на Всесвятском кладбище Краснодара.
На следующий день после гибели Т. С. Кулакова Постановлением Совета Народных Комиссаров СССР от 17 ноября 1943 года ему было присвоено очередное воинское звание «генерал-майор».
Указом Президиума Верховного Совета СССР от 16 мая 1944 года «за образцовое выполнение боевых заданий Командования на фронте борьбы с немецкими захватчиками и проявленные при этом отвагу и геройство» генерал-майору Теодору Сергеевичу Кулакову посмертно присвоено звание Героя Советского Союза.

## Награды
- Герой Советского Союза (16.05.1944, посмертно)
- Орден Ленина (16.05.1944, посмертно)
- Орден Красного Знамени (16.03.1943)
- Орден Кутузова 2-й степени (25.10.1943)
- Медаль «XX лет Рабоче-Крестьянской Красной Армии» (22.02.1938)[1][4].

## Память
- В честь Кулакова названа улица в посёлке Капканы[1].
- В г. Грайворон на Мемориале памяти герою установлен бюст.
- На месте гибели Героя на окраине города Керчь Республики Крым установлен памятник

Бюст Герою Советского Союза Кулакову Теодору Сергеевичу, Мемориал памяти г. Грайворон, Белгородская обл., РФ